# Football Club de Sens
 (mars 2024).
Si vous disposez d'ouvrages ou d'articles de référence ou si vous connaissez des sites web de qualité traitant du thème abordé ici, merci de compléter l'article en donnant les références utiles à sa vérifiabilité et en les liant à la section « Notes et références ».
Actualités
Le Football Club de Sens est un club de football français situé à Sens dans l'Yonne.
Créé par fusion en 1987, le club a évolué une saison en National 2, la 4e division, en 1995-96.

## Palmarès
- Champion DH de Bourgogne : 1992, 2015, 2019
- Seizième de finaliste de la Coupe de France : 2000-2001[1]

## Histoire
Le FC Sens est né le 1er juin 1987 par fusion du Stade de Sens (fondé en 1960) et de l’Alliance Sens (datant de 1946). 
Après avoir débuté au niveau régional, en DH Bourgogne, le club remporte son premier titre en 1992 et se retrouve promu à l'échelon national, en Division 4 (appelée ensuite National 3). Il remporte le titre de champion, de ce niveau en 1995 et est promu en National 2 mais redescend après une saison seulement. 
2 ans plus tard, le club est relégué en DH Bourgogne où il passe 5 saisons avant d'accéder de nouveau à la CFA 2 en 2003. Après 7 saisons de stabilité à ce niveau, le club est rétrogradé en 2011 en DH Bourgogne. Après 4 saisons, le FC Sens remporte son second titre à ce niveau en 2015 et retrouve le niveau national en CFA2 pour la saison 2015-2016.
À l'issue de la saison 2018-2019, le club monte en National 3. Néanmoins, le FC Sens est relégué la saison suivante en Régional 1 en terminant à l'avant-dernière place d'un championnat arrêté prématurément, en raison de la pandémie de Covid-19.
En 2001, alors que le club évolue en DH et est entraîné par Hassan Hormat Allah, il se qualifie pour les seizièmes de finale de la Coupe de France, devenant ainsi le « Petit Poucet » de l'épreuve. Il s'incline 1-3 au Stade de l'Abbé-Deschamps face à Troyes, club de Ligue 1. Jusqu'en juin 2007, son entraîneur était l'ancien gardien de but international Lionel Charbonnier. Il a été remplacé par Jean-Louis Granié, qui s'occupait, avant, de l'équipe réserve, formation qu'il a fait monter de Promotion d'Honneur en Division d'Honneur.

## Infrastructures
Le FC Sens évolue au Stade Fernand Sastre, d'une capacité de 5 000 places, à Sens. Son siège social en tant qu'association est à l'Hôtel de Ville de Sens.

## Personnalités

### Joueurs
- Mamadou Bagayoko
- Bacary Sagna
- Lucien Denis

### Entraîneurs
- 1987-88 :  Henri Atamaniuk
- 1999-2001 :  Hassan Harmatallah
- 2005-2007 :  Lionel Charbonnier
- 2016-2017 :  Michel Milojević